# Christoph Engelbrecht von Brevern
Christoph Engelbrecht von Brevern lub von Brevern-Kieckel ros. Христофор (Христофор-Энгельбрехт) Иванович Бреверн (ur. 17 grudnia 1782 w Kostifer, zm. 3 stycznia 1863 w Mitawie) – działacz państwowy Imperium Rosyjskiego, sędzia, gubernator kurlandzki w latach 1827–1853.

## Życiorys
Christoph Engelbrecht von Brevern urodził się 17 grudnia 1782 roku w Kostifer w guberni estońskiej. Jego ród wywodził się ze Śląska, w 1694 roku został włączony do szwedzkiej szlachty. Edukację zakończył na szkole katedralnej w Rewlu. W 1799 roku rozpoczął służbę wojskową w Siemionowskim pułku Gwardii. W 1802 roku przeszedł do jednego z gwardyjskich pułków kawaleryjskich stacjonujących w Sankt Petersburgu. Z wojska odszedł w 1806 roku, dosłużywszy się rangi rotmistrza sztabowego.
W 1811 roku rozpoczął karierę w sądownictwie: najpierw jako hakenrichter (sędzia policyjny) w guberni estońskiej, a od 1815 roku jako wirlandzki sędzia powiatowy. W 1821 roku objął urząd landrata estońskiego.
Szczytowym etapem jego kariery był urząd gubernatora kurlandzkiego. Został nań nominowany przez Mikołaja I 27 listopada 1827 roku, w miejsce Paula von Hahna. Jako przyczyny jego nominacji wymienia się jego służbę w Petersburgu, wpływ jego teścia oraz list z rekomendacją jego nazwiska, który generał-gubernator bałtycki Filippo Paulucci wysłał sześć dni wcześniej do carskiej kancelarii. Pełnienie obowiązków von Brevern rozpoczął 25 listopada?/7 grudnia lub 19 grudnia 1827 roku. Jako gubernator wzywał do zachowania spokoju w okresie powstania listopadowego. Przeciwstawił się też reformie, mającej poprawić los chłopów kurlandzkich. W opinii mieszkańców, Brevern był tylko nominalnym gubernatorem, zaś wszelkie istotne decyzje podejmował radca August Beitler. Uważał się za pierwszego cywilnego gubernatora guberni, który używał w swoich sprawozdaniach języka rosyjskiego. Dosłużył się rangi tajnego radcy (III cywilna w tabeli rang), a 8 kwietnia 1833 roku otrzymał indygenat szlachty kurlandzkiej. Służbę państwową zakończył 10 maja?/22 maja 1853 roku. Podczas jego uroczystego pożegnania, na pytanie o to, dlaczego Kurlandczycy tak gorąco żegnają kogoś, kto nic nie zrobił, ktoś miał odpowiedzieć: „To, co my w nim tak wysoko cenimy, to to, że on nic nie robił i że pozwolił Beitlerowi rządzić krajem.” Zmarł 3 stycznia 1863 w Mitawie.

## Rodzina
Christoph Engelbrecht von Brevern ożenił się 24 lutego 1807 roku z Julie von Strandmann (zm. 1830), córką generała-lejtnanta Ottona von Strandmanna. Doczekali się syna Johanna von Breverna (ur. 3 grudnia 1813, zm. 29 kwietnia 1885), który poszedł w ślady ojca i także pełnił funkcję gubernatora kurlandzkiego. Na stałe mieszkał ze swoją siostrą Anną von Brevern (ur. 1779, zm. 3 stycznia?/15 stycznia 1863), która zmarła dzień przed nim.